# Djupetjärnet (Ödskölts socken, Dalsland)
Djupetjärnet är en sjö i Bengtsfors kommun i Dalsland och ingår i Örekilsälvens huvudavrinningsområde.